# Casimir Schweizelsperg

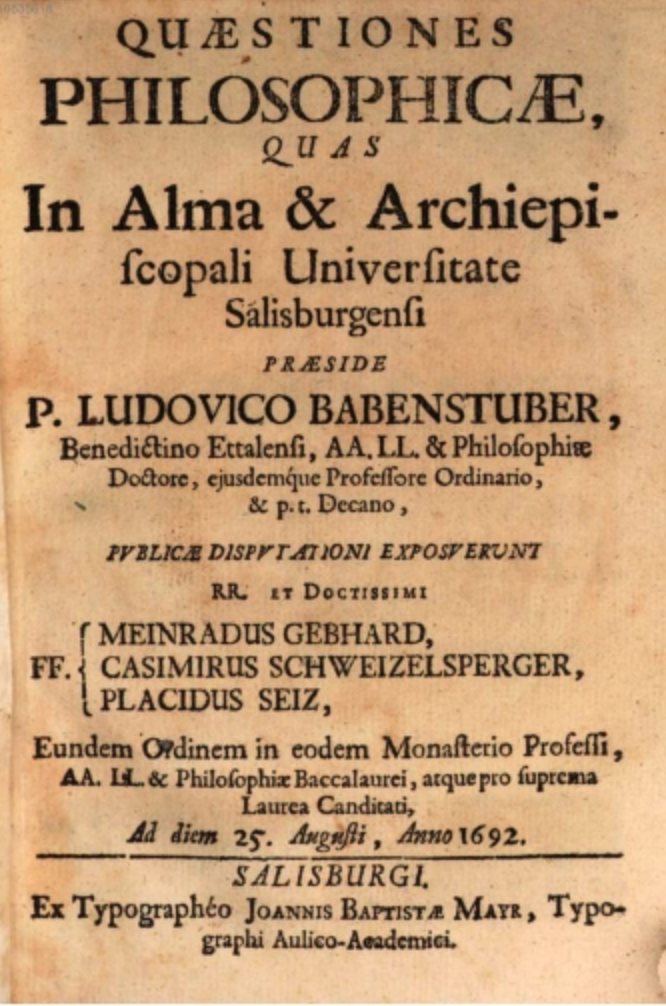
Disputation Ludwig Babenstubers mit Nennung Schweizelsbergs, Universität Salzburg, 1692

Casimir (Caspar) Schweizelsperg (auch Casimirus, Schweizelsberger, bzw. Schweizelsberg) (* 3. Dezember 1669 in Rosenheim; † nach 1722) war ein deutscher Komponist, Kapellmeister, Viola d’Amore-Spieler, Geiger und Philosoph.

## Leben
Über Schweizelsbergs Elternhaus und Ausbildung ist nichts bekannt. Im Jahre 1692 ist er als Respondent in Salzburg nachweisbar, da in diesem Jahr sein Name in einer Hochschulschrift der Universität Salzburg auftaucht. Danach wurde er Benediktiner im Kloster Ettal, 1696 Priester, aber 1703 schon wieder aus dem Kloster entlassen.
Am 2. November 1706 heiratete er Anna Barbara Leder in Stuttgart. Für sie war er zum evangelischen Glauben konvertiert, wurde später aber wieder katholisch.

Eine Bestallung zum  Hofmusiker in Stuttgart erfolgte 1706. Im Jahre 1708 wechselte er an den Hof nach Ansbach in die gleiche Position. Von 1712 bis 1714 war er als Kapellmeister der Privatkapelle Johann Philipp Franz von Schönborns in Würzburg tätig. Danach trat er um den 3. März 1714 in die Hofkapelle des Markgrafen Karl III. Wilhelm von Baden-Durlach in Durlach als Komponist ein und arbeitete dort bis zum 23. April 1717. Seine Frau folgte ihm im Herbst 1714 und ist als Opernsängerin 1717 auch aktenkundig. 

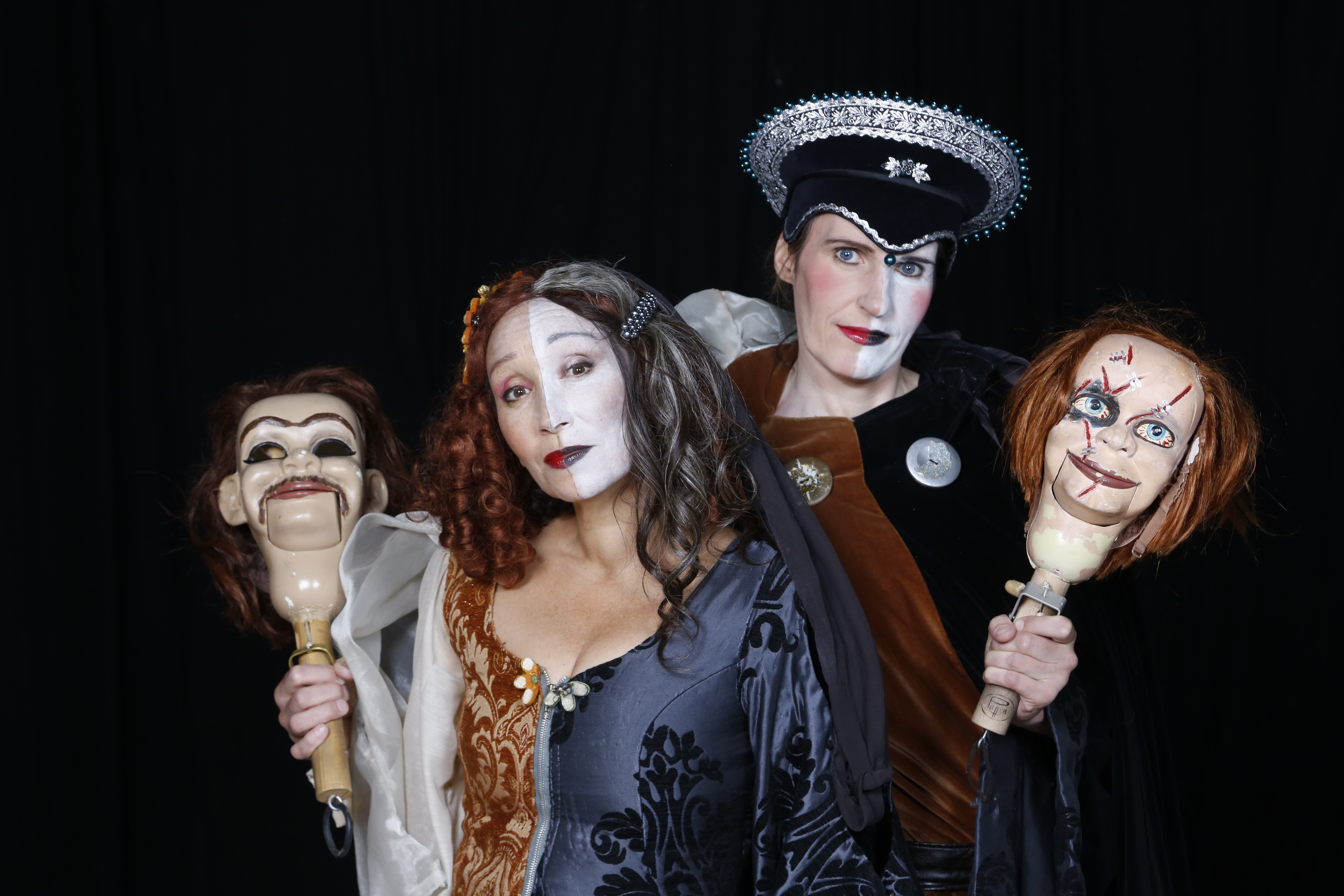
Malika Reyad und Dorothea Winkel in Die romanische Lucretia. Opernproduktion zum 300. Geburtstag der Stadt Karlsruhe (2015)

 Schweizelsbergs Oper Die romanische Lucretia kam im Jahre 1714 in Durlach zur Uraufführung. Sie ist erhalten (gedruckt 1715) und wird im Programm des Karlsruher aka musikverlags geführt. Alle Rollen des dreiaktigen Bühnenwerks sind durch Frauen besetzt; 69 junge Frauen kommen als Sängerinnen und Tänzerinnen zum Einsatz. Zwischenmusiken und Tänze für die Tänzerinnen am Durlacher Hof sind verschollen. Zum 300-jährigen Jubiläum der Stadt Karlsruhe wurde die Oper 2015 von den Karlsruher Schlosskonzerten erstmals wiederaufgeführt. Die Titelrolle sang Malika Reyad.
Im Jahre 1719 gastierte Schweizelsberg mit einer Coburger Operistenbande (die er wahrscheinlich 1717 mit seiner Frau in Coburg gegründet hatte) in Nürnberg, nachdem er vorab beim dortigen städtischen Kapellmeister Maximilian Zeidler (1680–1745) angefragt hatte, ob er mit einer Spielerlaubnis rechnen könne. Insgesamt wurden in Nürnberg 4 Opern aus dem Durlacher Repertoire mit Kürzungen und Veränderungen gespielt, wobei u. a. aus der Oper Die romanische Lucretia einige „unschickliche“ Stellen gestrichen wurden.
Von etwa 1720 war er als Kapellmeister für den Fürstbischof, Kardinal Damian Hugo Philipp von Schönborn-Buchheim in Bruchsal (Speyer) angestellt, verlor diese Position aber 1722 wieder.
Über seinen weiteren Lebensweg ist nichts bekannt.

## Werk
- Opera Genannt Die Romanische Lucretia In einem Singspiel Aufgeführet Auf dem Durlachischen Schau Plaz Oper, Durlach 1715. Erstmals wiederaufgeführt zum 300-jährigen Jubiläum der Stadt Karlsruhe, Karlsruhe 2015
- Acis und Galathea Oper, Durlach 1716
- Artemisia und Cleomedes Oper, Durlach 1716
- Die unglückliche Liebe zwischen der egyptischen Königin Cleopatra und dem römischen Trium-Vir Antonio (Libretto Johann Gottlob Dietrich, nach Jean de La Chapelle), Oper, Durlach 1716
- Diomedes (Libretto Johann Gottlob Dietrich, nach Jean-Louis-Ignace de La Serre), Oper, Durlach 1717

## Presse
- Isabel Steppeler: Lucretia darf zum Stadtgeburtstag singen, in: Badische Neueste Nachrichten, 23. Juni 2015
- Manfred Kraft: Ein entzückendes Geschenk. Karlsruher Schlosskonzerte bringen „Die romanische Lucretia“ von Casimir Schweizelsperg. In: Badische Neueste Nachrichten, 6. November 2015
- Rist: Sex und Macht – „Me too“ in der Barockoper? Vortrag bei junge alte von Malika Reyad. In: Grötzingen Aktuell. Nachrichten aus dem Badischen Malerdorf, 12. April 2024